# Def. Con. One
«Def. Con. One» — первый сингл британской рок-группы Pop Will Eat Itself, из их студийного альбома This Is the Day…This Is the Hour…This Is This!. Вышедший 1 июля 1988 года «Def. Con. One» занял 63 место UK Singles Chart; на этой позиции сингл продержался в течение четырёх недель. Также «Def. Con. One» является одним из немногих релизов Pop Will Eat Itself, которые были отмечены в чартах США — в хит-параде Hot Modern Rock Tracks сингл разместился на 30-й строчке.
При записи композиции музыканты использовали большое количество семплинга. Это отрывки из песен «Funkytown» группы Lipps Inc., «I Wanna Be Your Dog» группы The Stooges, «Right Now» группы The Creatures, «Time to Get Ill» группы Beastie Boys, «Hungry Heart» Брюса Спрингстина, «Crazy Horses» группы The Osmonds и заглавной темы телесериала Сумеречная зона.
К песне был снят видеоклип.

## Список композиций
1. Def.Con One (12" Version) — (4:40)
2. Inside You — (2:38)
3. She’s Surreal — (4:20)
4. Hit The Hi-Tech Groove — (5:01)

## Позиции в чартах
| Чарт (1988)            | Высшая позиция |
| ---------------------- | -------------- |
| UK Singles Chart       | 63             |
| Hot Modern Rock Tracks | 30             |

## Участники записи
- Грээм Крээб — вокал
- Клинт Мэнселл — вокал
- Адам Моул — гитара
- Ричард Марч — гитара
- Dr. Nightmare — драм-машина
- DJ Winston — тёрнтейблизм
- Гэрри Хьюз — синтезатор
- Адам Уилсон — мастеринг
- Марк «Флад» Эллис — продюсирование
- The Designers Republic — дизайн